# East of Eden (film)
East of Eden is een Amerikaanse dramafilm uit 1955 zowel geregisseerd als geproduceerd door Elia Kazan. Het verhaal is gebaseerd op dat uit de gelijknamige roman van John Steinbeck. De film werd genomineerd voor vier Academy Awards, waarvan het die voor beste bijrolspeelster (Jo Van Fleet) daadwerkelijk won. Daarnaast kreeg de productie onder meer een Golden Globe (beste dramafilm) en een Blue Ribbon Award (beste niet-Japans gesproken film) toegekend en tevens
de prijs voor beste dramafilm op het Filmfestival van Cannes 1955.

## Verhaal
Het is 1917 en de Eerste Wereldoorlog houdt de mensheid in zijn greep. De diepreligieuze Amerikaanse boer Adam Trask houdt zich niettemin voornamelijk bezig met het bestieren van zijn boerderij. Hij is de vader van twee net volwassen zoons, Cal(eb) en Aron. Beiden willen niets liever dan gerespecteerd worden door hun vader, maar Cal denkt dat die alleen iets om zijn broer geeft. Abra, Arons vriendin, voelt zich ondertussen meer en meer aangetrokken tot Cal...

## Rolverdeling
| Acteur          | Personage     |
| --------------- | ------------- |
| Raymond Massey  | Adam Trask    |
| James Dean      | Caleb Trask   |
| Richard Davalos | Aron Trask    |
| Julie Harris    | Abra          |
| Burl Ives       | Sam           |
| Jo Van Fleet    | Kate          |
| Albert Dekker   | Will Hamilton |
| Lois Smith      | Anne          |